# Záplevák

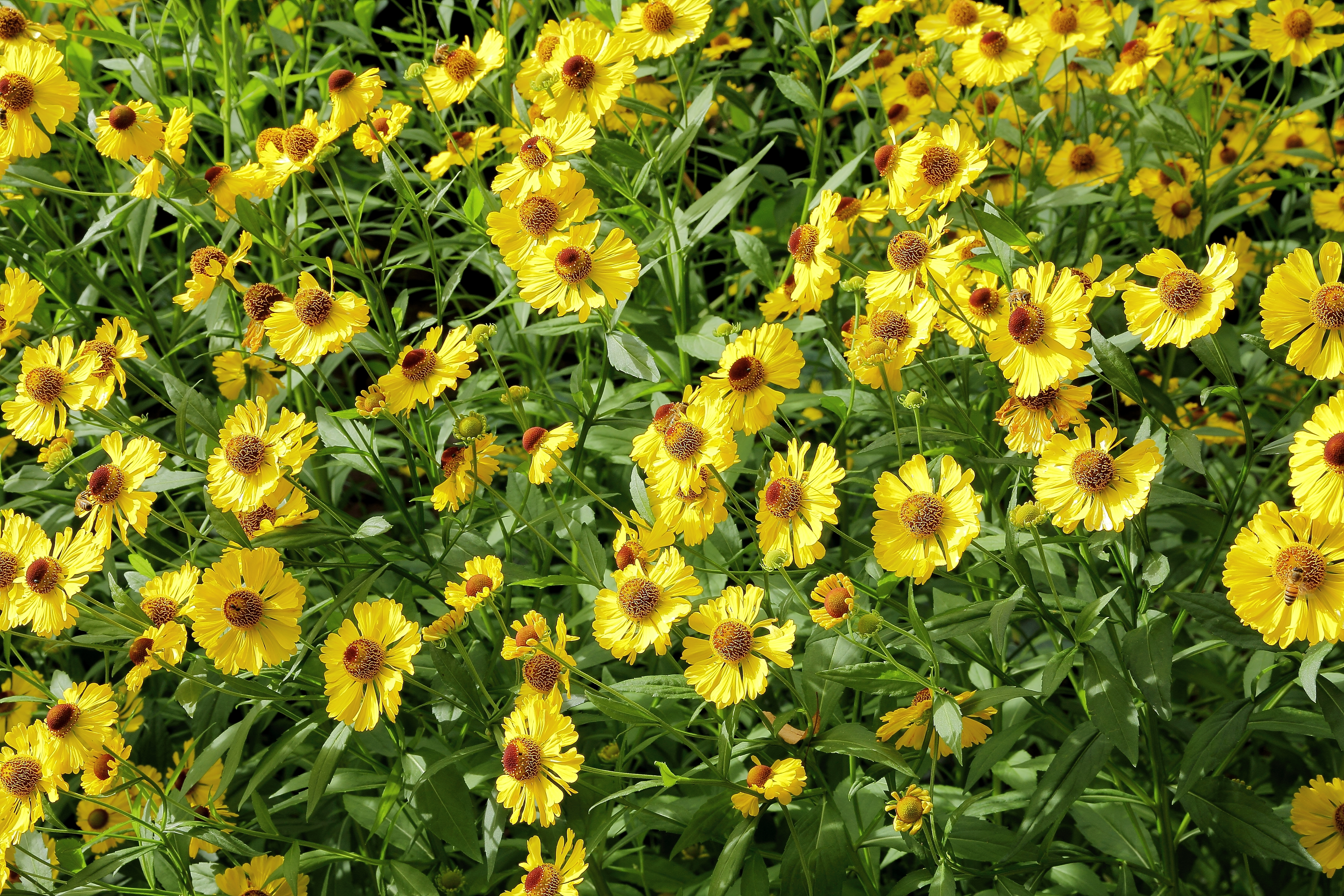
Rozkvetlý záhon zápleváků

Záplevák (Helenium) je rod rostlin s úbory nažloutlých květů. Je dělený asi do 32 druhů a některé se pěstují jako okrasné. Rod, řazený do čeledi hvězdnicovitých (podčeleď Asteroideae), pochází z mírného a subtropického pásma Severní a Jižní Ameriky, kde obvykle rostou na vlhkých, ale dobře odvodněných a osluněných travnatých plochách.

## Rozšíření
Některé druhy začaly být téměř před 300 léty šířeny do Evropy, severní Afriky a části Asie. Tam je začali zahradnicí šlechtit a vysazovat, nejdříve do panských zahrad a později se pro nenáročnost dostaly na veřejná prostranství i do ozdobných částí užitkových zahrad.
V České republice se obvykle vysazují tři druhy:
- záplevák podzimní (Helenium autumnale) L.
- záplevák tenkolistý (Helenium tenuifolium) Nutt.
- záplevák zahradní (Helenium hybridum hort.)

Všeobecně se nejčastěji pěstují hybridy. V Česku nejvíce užívaný kříženec, záplevák zahradní, byl vyšlechtěn ze zápleváku podzimního.
Mezi dalšími známějšími druhy, často se podílející na křížení, jsou Helenium flexuosum Raf., Helenium nudiflorum Nutt. a Helenium puberulum DC.

## Popis
Jsou to letničky až trvalky, vysoké od 20 do 160 cm. Přímé, jednoduché nebo rozvětvené lodyhy, rýhované, lysé nebo chlupaté, vyrůstají z listových růžic rašících z kořenů s oddenky. Lodyhy jsou střídavě porostlé krátce řapíkatými nebo přisedlými listy. Jejich čepele bývají eliptické, kopinaté, lineární nebo lopatkovité, laločnatě zpeřené nebo celistvé a po obvodě zoubkované, lysé nebo chlupaté či žláznatě tečkované.
Rostlina může mít jen několik či větší počet, až 300, vypouklých květních úborů v latnatých nebo vrcholičnatých květenstvích. Zákrov bývá kulovitý, půlkulovitý nebo vejčitý, mívá v průměru 5 až 35 mm a je porostlý trvalými listeny v jedné až třech řadách. Diskovité kvítky jsou oboupohlavné, jejich trubkovité koruny se čtyřmi nebo pěti deltovitými laloky bývají žluté, žlutohnědé, hnědé nebo načervenalé či nafialovělé. Obvodové jazykovité kvítky (někdy chybí) bývají obvykle samičí, jejich koruny mohou být žluté, fialové, hnědé, načervenalé nebo kombinované s pruhy. Opylovány jsou hmyzem slétajícím se za nektarem.
Plody jsou pyramidální nažky, lysé nebo hustě chlupaté, s trvalým a různě četným chmýrem. Chromozomové číslo rodu je x = 17.

## Význam
Část rostlin tohoto rodu mívá pro okrasné zahradnictví velký význam. Vytrvalé druhy jsou dlouhověké, zimovzdorné, nevyžaduji náročnou starostlivost a na stanovištích se rozšiřují odnožemi a potlačují tak plevel. Jsou různé vzrostlé, od 0,5 po 1,5 metru. K dispozici jsou desítky vyšlechtěných kultivarů s rozličně zbarvenými úbory a různě vzrostlými lodyhami.
Zápleváky vykvétají až v druhé polovině léta a jako jedny z mála překrývají „bezkvěté“ období do nástupu na podzim kvetoucích rostlin. Přestárlé rostliny lze spolehlivě zmladit rozdělením trsů. Jednoleté nebo dvouleté druhy se snadno množí semeny (nažkami) a obvykle vyrůstají mladé rostliny v bohaté škále barev.

## Poznámka
Přestože se zápleváky dobře množí semeny, do volné přírody se rostliny v nových domovinách příliš nešíří a nestávají se plevelem, rodové jméno „záplevák“ proto není příhodné.

## Galerie

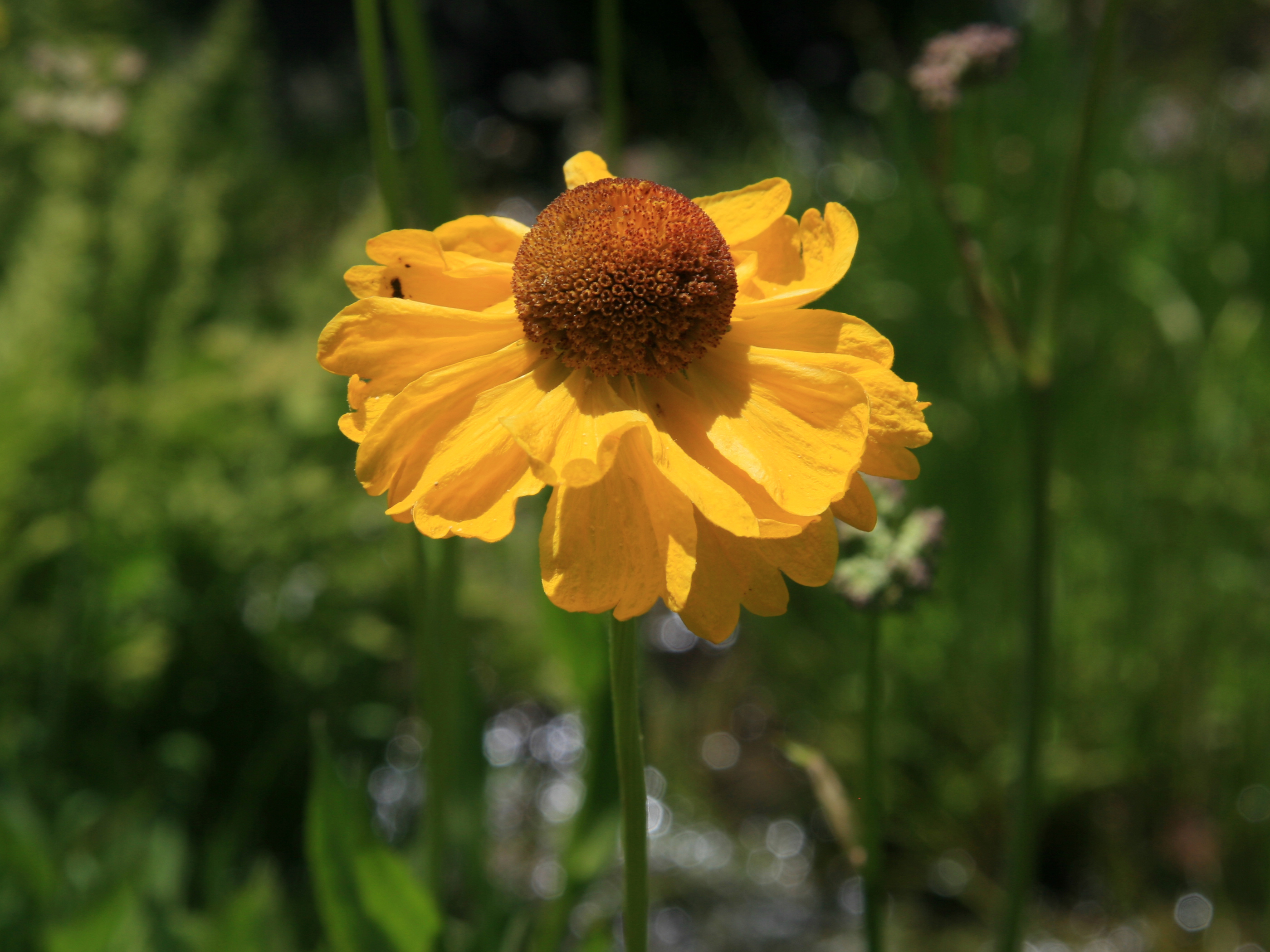
Úbor zápleváku Bigelova
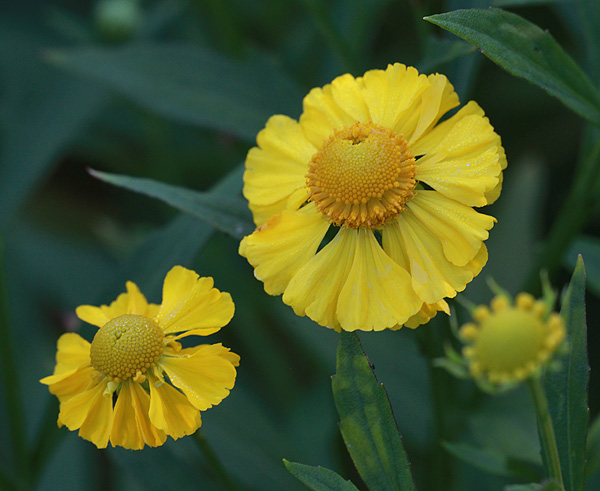
Úbor kultivaru 'Butterpat'
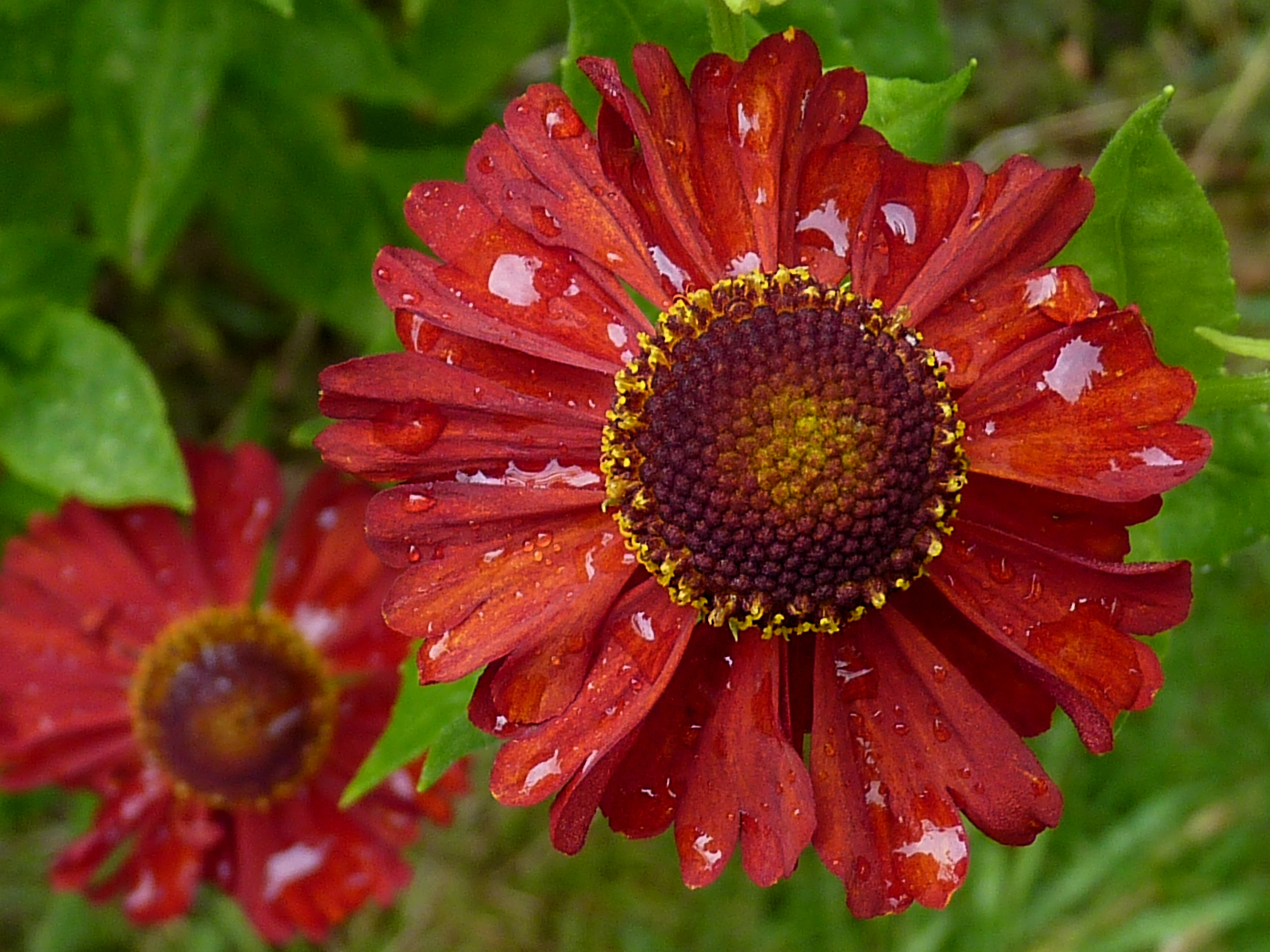
Úbor kultivaru 'Indianersommer'
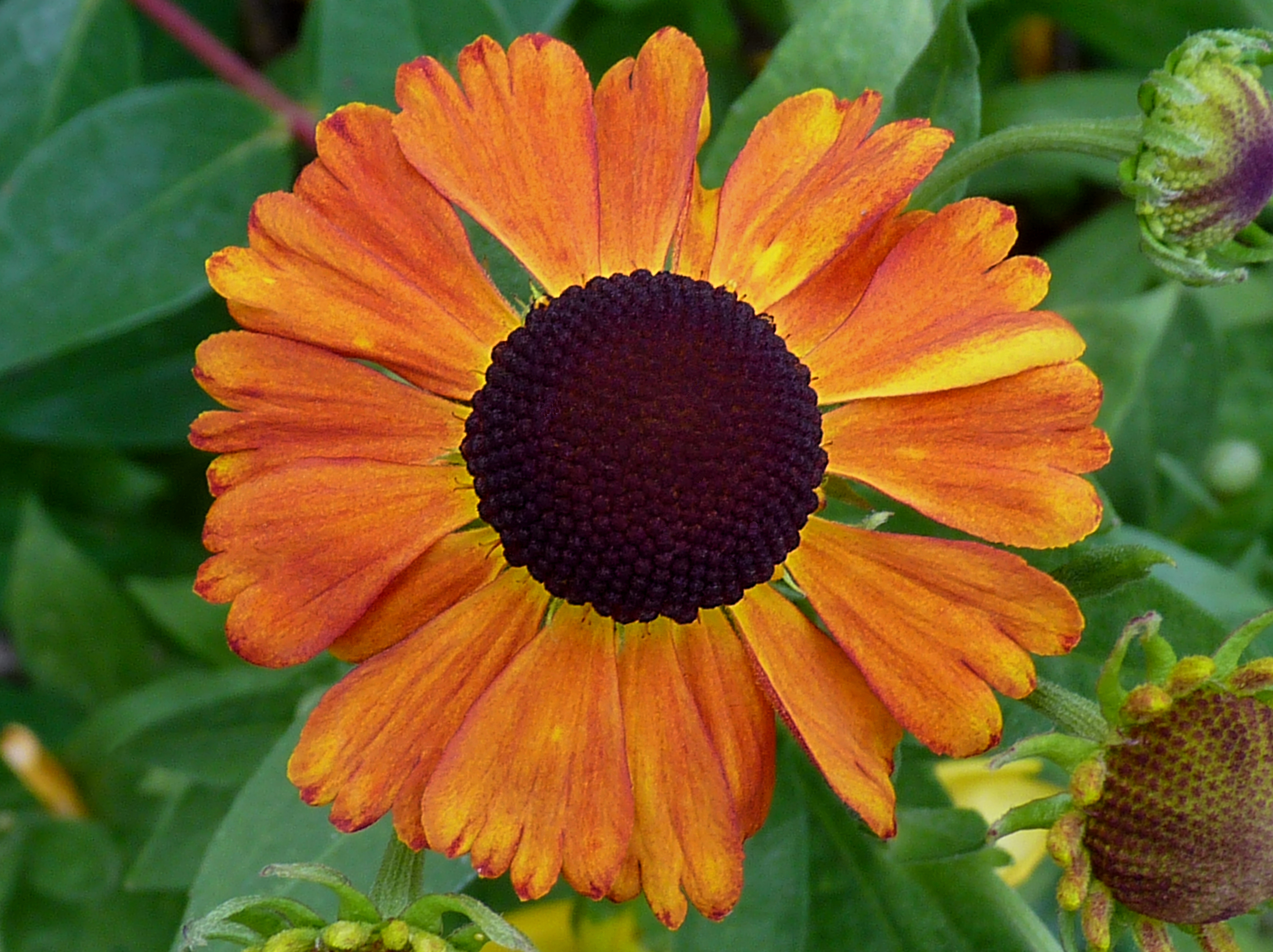
Úbor kultivaru 'Wonadonga'